# فولی فولیه
فولی فولیه (به انگلیسی: Folli Follie) شرکت کالای لوکس یونانی است، که در زمینه تولید و عرضه انواع ساعت مچی و جواهرآلات فعالیت می‌نماید.
دفتر مرکزی این شرکت در شهر آتن، یونان قرار دارد و بخشی از سهام آن در بازار بورس آتن معامله می‌شود. شرکت فولی فولیه همچنین تولیدکننده لوازم ورزشی نیز می‌باشد.